# Glaciar Zinberg
El glaciar Zinbergr (72°21′S 96°4′O / -72.350, -96.067) es un glaciar en la Antártida.
Se encuentra en el sector este de la isla Thurston; fluye en dirección este-noreste hacia Morgan Inlet entre la península Tierney y el promontorio que finaliza en Ryan Point. Fue nombrado por el Comité Consultivo sobre Nomenclatura Antártica (US-ACAN) en honor a E. Zinberg, un fotógrafo del U.S. Army en el Grupo este de la Operación Highjump, que obtuvo fotografías aéreas de la isla Thurston y las zonas costeras adyacentes, 1946-47.